# Туристичка организација општине Горњи Милановац
| Туристичка организација општине Горњи Милановац |                                        |
|                                                 |                                        |
| Оснивач:                                        | Општина Горњи Милановац                |
| Основана:                                       | 2000.                                  |
| Седиште:                                        | Карађорђева 3 · Горњи Милановац Србија |
| Директор:                                       | Десимир Ћаласан                        |
| Веб презентација                                | http://www.togm.org.rs/                |

Туристичка организација општине Горњи Милановац основана је 2000. године као једна од јавних служби, ради организовања и обављања послова на промоцији и спровођењу мера на унапређењу развоја туризма, као и очувању и заштити туристичких вредности на територији општине Горњи Милановац.
Туристичка организација своје задатке остварује путем разноврсног информативно пропагандног материјала, кроз информације на сајту организације, као и преко друштвених мрежа. Такође, велики део активности се остварује кроз присуство на сајмовима туризма у Београду, Новом Саду, Нишу и Крагујевцу, као и кроз организацију и суорганизацију великог броја манифестација на територији горњомилановачке општине.
У јулу 2017. године седиште Туристичке организације отворено је у новом опремљеном простору у центру града, који је модернизован и адаптиран у складу са потребама и потражњом туристичког тржишта. У оквиру Туристичке организације ради Инфо центар, а отворена је и Сувенирница, која у својој понуди има велики број разноврсних предмета са препознатљивим мотивима Горњег Милановца.